# 쩐 소제
쩐 소제(베트남어: Trần Thiếu Đế / 陳少帝 진소제, 1396년 ~ ?)는 베트남 쩐 왕조의 제13대 황제(재위: 1398년 ~ 1400년)이자, 마지막 황제이다. 휘는 진안(베트남어: Trần An / 陳𤇼)이다. 시호는 쩐 왕조가 멸망해서 없다.

## 생애
쩐 왕조 제12대 황제 순종과 흠성황후 여씨의 장남이다. 광태 11년(1398년) 3월 아버지 순종이 퇴위를 하자, 외할아버지인 호꾸이리(胡季犛)가 옹립하여 황제로 즉위하였다. 그러나 어린 나이의 소제는 실권이 없었고, 외조부 호뀌리가 전권을 장악하고 있었다. 건신 3년(1400년) 2월 호뀌리가 소제에게 선양을 강요당하고 퇴위하였다. 그리고 쩐 왕조는 소제의 선양으로 멸망하였고, 호 왕조가 성립되었다.
그는 호뀌리의 외손자였기에 신변이 보장되었고, 보령왕(保寧王)으로 봉해졌지만, 이후에는 역사에 기록이 되지 않아 그의 최후는 알 수 없다.

## 기년
| 소제        | 원년            | 2년        | 3년        |
| ----------- | --------------- | ---------- | ---------- |
| 서력 (西曆) | 1398년          | 1399년     | 1400년     |
| 간지 (干支) | 무인(戊寅)      | 기묘(己卯) | 경진(庚辰) |
| 연호 (年號) | 건신(建新) 원년 | 2년        | 3년        |